# Herb gminy Spytkowice (powiat wadowicki)
Herb gminy Spytkowice – symbol gminy Spytkowice.

## Wygląd i symbolika
Herb przedstawia na tarczy dzielonej w słup na dwie części: lewą błękitną i prawą czerwoną białą basztę z czarnymi oknami, a po jej obu stronach herby szlacheckie: Ostoja i Jastrzębiec. W 2007 próbowano ustanowić nową wersję symbolu gminy, do dziś obowiązuje jednak ta wcześniejsza. 